# Der Anhalter
Der Anhalter ist eine Kurzgeschichte des britischen Autors Roald Dahl, die erstmals 1977 unter dem Titel The Hitch-Hiker in The Atlantic veröffentlicht wurde. Sie handelt von einem Anhalter, der den Erzähler mit seinen diebischen Fähigkeiten überrascht.

## Handlung
Ein nicht namentlich genannter Erzähler fährt mit seinem neuen BMW durch London, als er einen Anhalter am Straßenrand sieht und mitnimmt. Der seltsam aussehende Mann erwähnt, dass er zu einem Pferderennen in Epsom will, aber nicht, um dort zu wetten oder zu arbeiten. Sie kommen auf das Auto zu sprechen, und der Erzähler erklärt stolz, dass es hundertneunundzwanzig Meilen pro Stunde erreichen kann, was der Anhalter bezweifelt. Der Erzähler beschleunigt, um seinem Mitfahrer das Gegenteil zu beweisen, bis ein Polizist auf einem Motorrad vorbeirauscht und ihnen signalisiert, anzuhalten. Der Polizist ermahnt den Fahrer mit harschen Worten und notiert seine Adresse sowie die Adresse des Anhalters. Er gibt ihnen einen Strafzettel und sie setzen ihren Weg fort. Der Erzähler macht sich Sorgen um die Strafe, doch der Anhalter beruhigt ihn. Sie fangen wieder an, über ihre Karriere zu sprechen, und schließlich erklärt der Tramper, er sei ein „Fingerschmied“. Er ist so geschickt mit seinen Händen, dass er es sogar schafft, dem Erzähler den Gürtel abzunehmen, ohne dass dieser es merkt. Tatsächlich geht er zu dem Pferderennen, um die Zuschauer zu bestehlen. Der Erzähler macht sich Sorgen, da die Polizei nun Informationen über den Anhalter gesammelt habe, wodurch er seine kriminelle Arbeit nicht mehr fortführen könnte. Da verkündet der Anhalter stolz, dass er dem Polizisten die Bücher mit ihren Adressen gestohlen hat. „Der einfachste Job, den ich je gemacht habe“, sagt er und sie ziehen von der Straße ab, um die Bücher zu verbrennen.

## Entstehung
Der Anhalter erschien erstmals 1977 in der August-Ausgabe des Magazins The Atlantic Monthly (heute: The Atlantic). Eine Veröffentlichung in Buchform erfolgte noch im selben Jahr durch die Sammlung Ich sehe was, was du nicht siehst. Acht unglaubliche Geschichten, in der auch die namensgebende Geschichte Ich sehe was, was du nicht siehst und die Kurzgeschichte Der Butler gedruckt wurden.
Eine filmische Adaption wurde 1981 durch die Fernsehserie Die unglaublichen Geschichten von Roald Dahl umgesetzt, in der Roald Dahl selbst ein Vorwort abgibt.